# Che Guevara (fotografía)

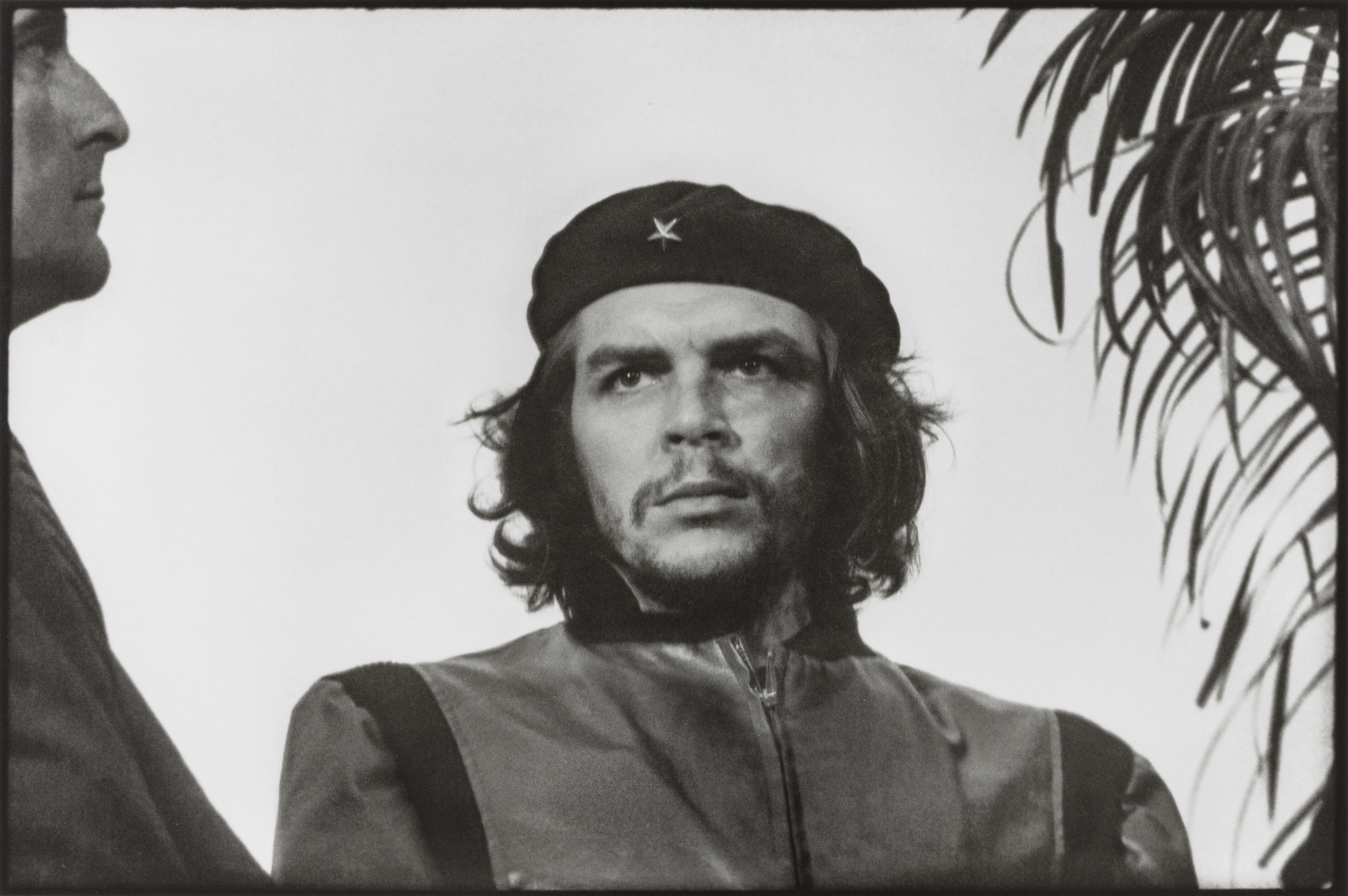
Foto original completa de Ernesto Guevara tomada en 1960 por Alberto Díaz (Korda).

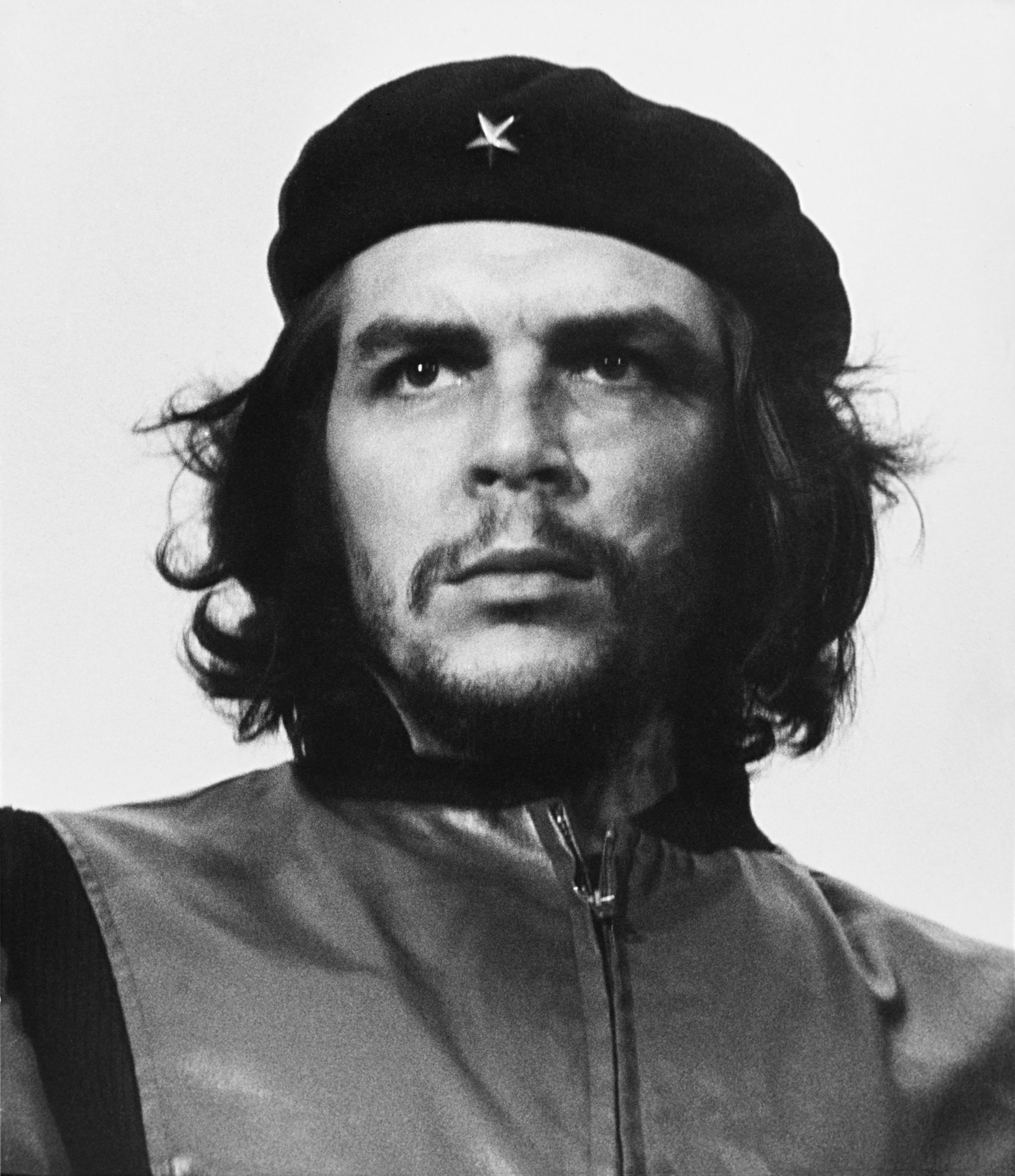
Imagen recortada más conocida.

Versión de Fitzpatrick.

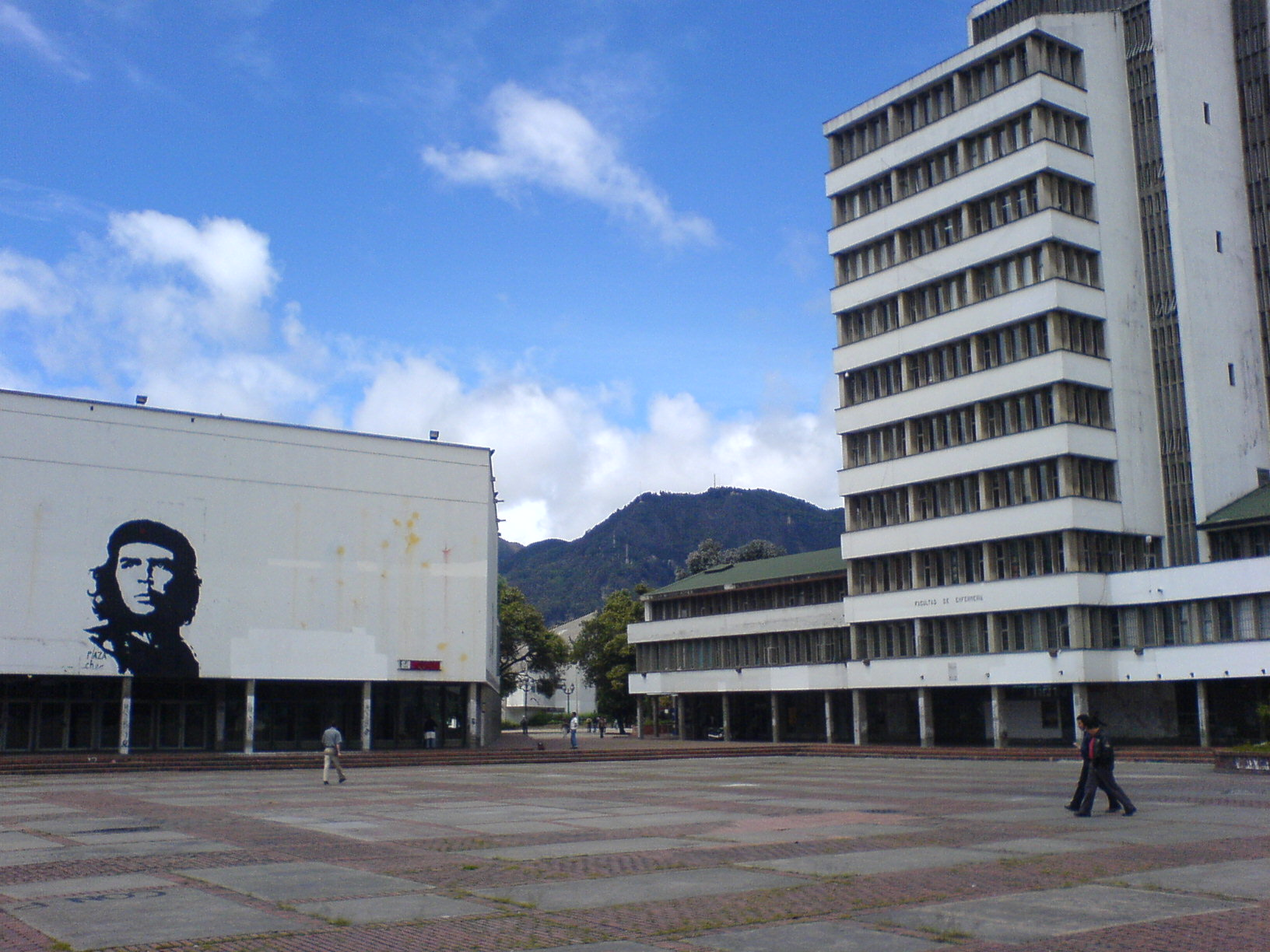
Plaza Che Guevara de la Universidad Nacional de Colombia, Bogotá.

Guerrillero Heroico, también conocida simplemente como Che Guevara, es una fotografía en la que aparece Ernesto "Che" Guevara con boina negra mirando a lo lejos. La foto fue tomada el año 1960 por el fotógrafo cubano Alberto Díaz Gutiérrez (1928-2001) más conocido artísticamente como "Alberto Korda". Posteriormente, fue editada para generar una igualmente famosa imagen en dos colores, generalmente en blanco y negro, en la que se contrastan los rasgos del rostro. Dicha imagen fue creada por el artista irlandés Jim Fitzpatrick. Finalmente, un pintor plagió la imagen creada por Fitzpatrick y con ella imitó el estilo del también famoso cuadro de Marilyn Monroe de Andy Warhol para comerciarla con su firma en forma de póster.                                                       La imagen del Che Guevara fue utilizada por manifestantes en los Movimientos sociales de 1968 en todo el mundo.

## La foto
La fotografía del Che Guevara fue tomada por Alberto Díaz (Korda) el 5 de marzo de 1960 durante el entierro de las víctimas de la explosión de La Coubre, y fue publicada siete años después. El Instituto de Arte de Maryland (Estados Unidos) la denominó Korda's photo, La foto de Korda: "La más famosa fotografía e icono gráfico del mundo en el siglo XX".
Esta imagen empezó a hacerse famosa unos siete años después, tras la muerte del Che en Bolivia, cuando un editor italiano Giangiacomo Feltrinelli se hizo con los derechos para publicar el Diario del Che en Bolivia e imprimió la imagen en un gran póster. Feltrinelli había conseguido de Korda imágenes del Che unos meses antes de su muerte, imágenes que fueron usadas para imprimir gran cantidad de pósteres en octubre de 1967.
Una versión modificada del retrato ha sido reproducida en diversos medios; Korda nunca exigió derechos de autor, debido a que compartía los ideales de Guevara. Sin embargo, Korda reclamó una vez sus derechos para evitar que la imagen fuese usada en un anuncio de vodka. Korda era un convencido comunista y no permitió que se comercializase con la imagen; en aquel momento dijo a los periodistas:

El Che era un ejemplo como hombre y ahora somos nosotros su ejemplo hacia el mundo. Es para honrar su memoria que deseo que se reconozca mi derechos sobre la imagen.
Peter Korda.

Los gráficos de Fitzpatrick fueron usados en una pintura de Andy Warhol con el mismo proceso gráfico que ya había empleado en unos retratos de Marilyn Monroe. Sin embargo esta imagen es en realidad una falsificación hecha por Gerard Malanga; cuando Warhol se enteró del fraude, muy astutamente autentificó la copia y con ello se embolsó todos los derechos de su uso. Desde entonces la imagen ha aparecido en incontables pósteres, camisetas, tazas, pegatinas, generando una nueva estética a seguir por el hombre revolucionario.